# Amirah Adara
Amirah Adara (Budapest, 18 febbraio 1992) è un'attrice pornografica ungherese.

## Biografia
Amirah Adara, nome d'arte di Dóra Angyal, ha iniziato a lavorare nel settore dell'industria per adulti come modella erotica, posando per il fotografo e regista francese Pierre Woodman. Successivamente nel 2011, all'età di 19 anni, ha debuttato nell'industria cinematografica per adulti.
Nel 2015 e nel 2016 è stata candidata agli XBIZ Awards come migliore attrice straniera dell'anno. Nove anni più tardi, dopo diverse candidature, è stata premiata come Girl/Girl Specialy Performer of the Year.

## Riconoscimenti
AVN Awards
- 2020 - Best Foreign - Shott All Girl Sex Scene per Bacchanalia con Misha Cross, Anna de Ville, Sophie Sparks e Tiffany Tatum[7]
- 2024 – Girl/Girl Performer of the Year[8]

XBIZ Europa Awards
- 2018 - Female Performer of the Year[9]
- 2021 - Best Sex Scene - Lesbian per Catch Me if You Can con Tiffany Tatum[10]
- 2023 - Best Sex Scene - Lesbian per Maria con Veronica Leal e Tiffany Tatum[11]